# كيست (علم الآثار)

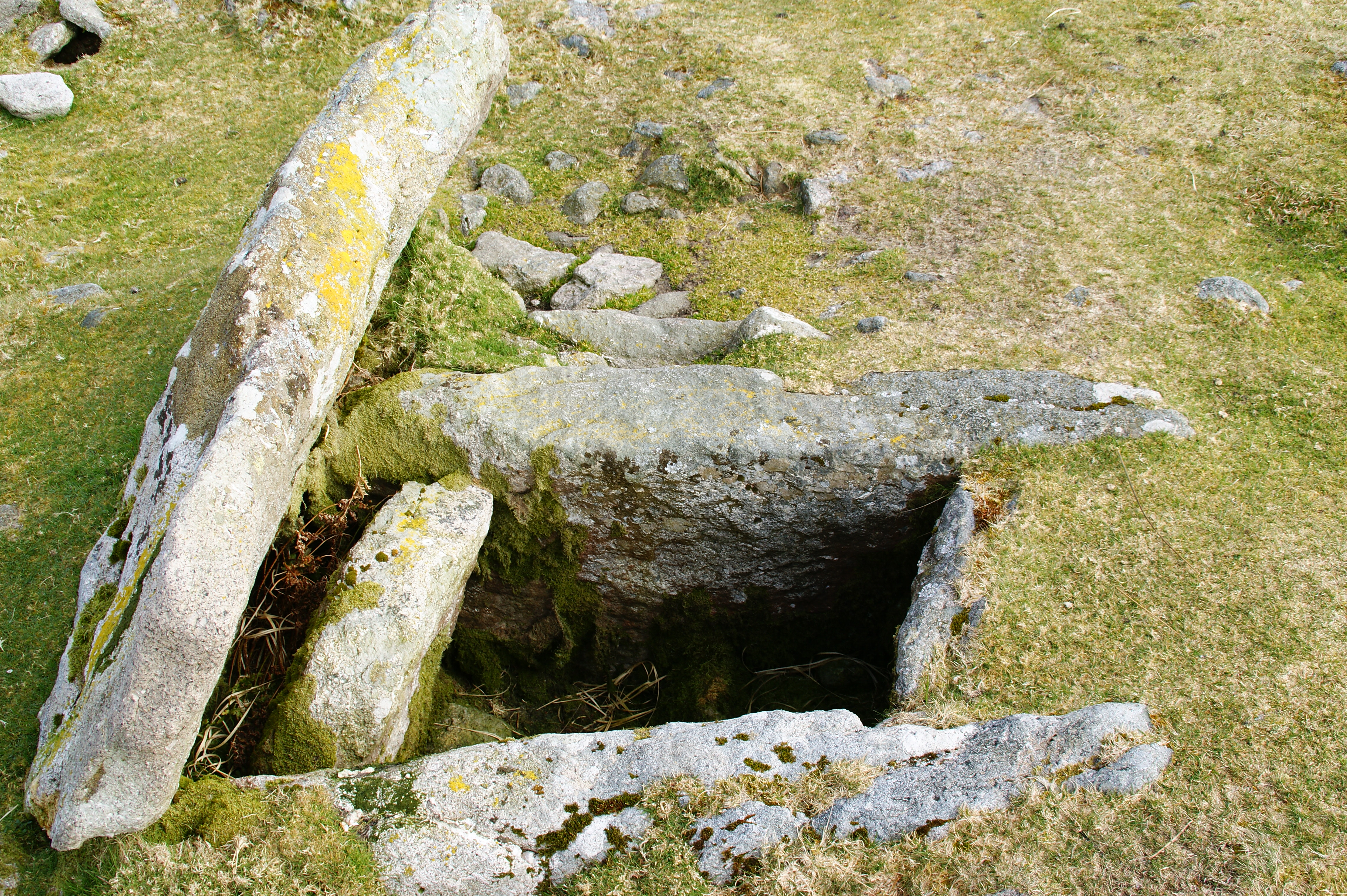
كيستفين على الحافة الجنوبية لدارتمور في دريزلكومب (إنجلترا) يُظهر حجر القمة وهيكل الكيست الداخلي.

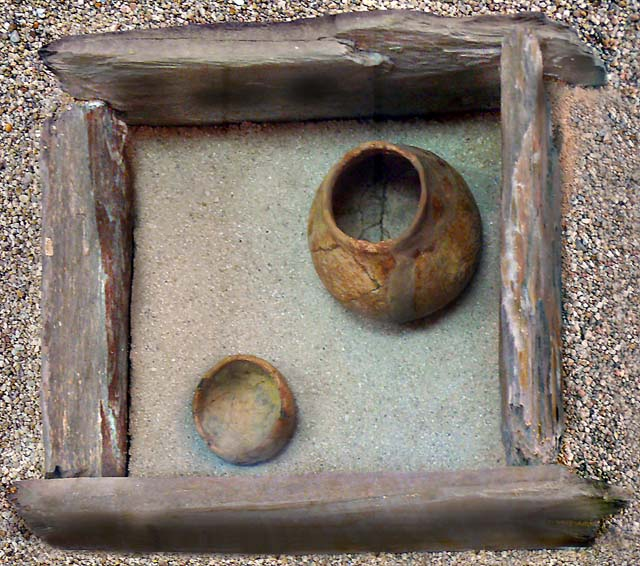
كيست

كيست /ˈkɪst/ من (باليونانية: κίστη)‏ عبارة عن صندوق صغير يشبه التابوت مبني من الحجر أو صندوق عظام الموتى الموتى يستخدم لحفظ جثث الموتى. ويمكن العثور على أمثلة في جميع أنحاء أوروبا والشرق الأوسط.  من المحتمل أن يكون القسط مرتبطًا بآثار أخرى، ربما تحت ركام من الحجارة أو عربة طويلة. عُثر على العديد من الكيست في بعض الأحيان بالقرب من بعضها البعض داخل نفس الركام أو العربة. غالبًا ما يُعثر على زخارف داخل منطقة محفورة، مما يشير إلى ثروة أو شهرة الفرد المدفون.
هذه الكلمة القديمة محفوظة في اللغات الشمالية باسم "kista" باللغة السويدية و" kiste " بالدانماركية والنرويجية، حيث هي كلمة تعني تابوت جنائزي. في اللغة الإنجليزية يرتبط بـ "الصهريج".

## أمثلة إقليمية

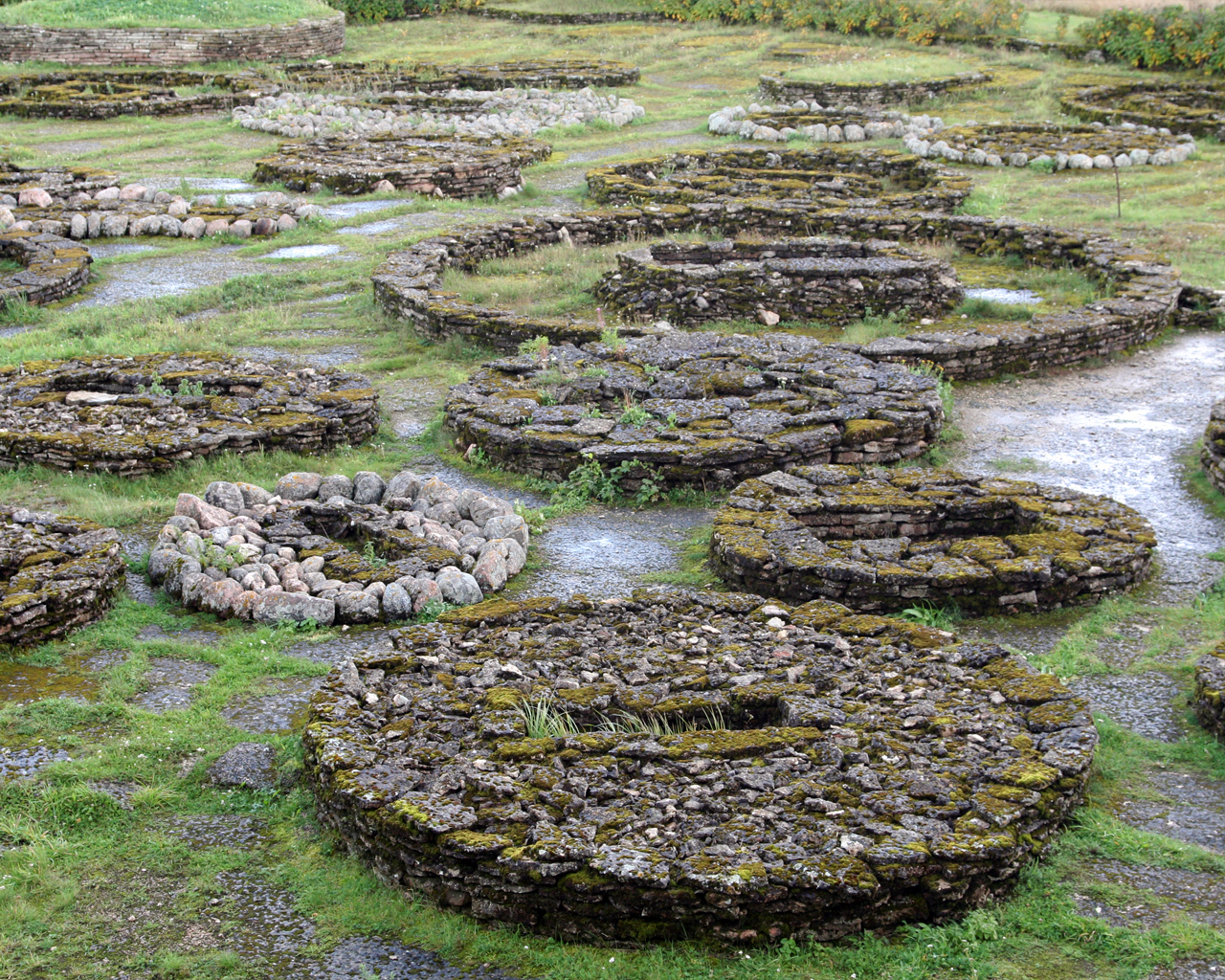
مقابر حجرية من موقع العصر البرونزي في شمال إستونيا

## روابط خارجية
- العالم البريتاني – مخطط للهياكل الحجرية من العصر الحجري الحديث والعصر البرونزي والحجر السلتي